# Liste von Persönlichkeiten der Stadt Meschede
In der Liste der Persönlichkeiten der Stadt Meschede werden diejenigen Personen aufgenommen, die in dem Gebiet der heutigen Stadt Meschede geboren wurden und im enzyklopädischen Sinn von Bedeutung sind. Des Weiteren werden diejenigen genannt, die vor Ort gewirkt haben oder das Ehrenbürgerrecht erhalten haben.

## Ehrenbürger der Stadt Meschede
Die Ehrenbürgerschaft wurde verliehen an:
- Julius Lex sen. (1829–1917), Unternehmer
- Emil Scholand
- Franz Josef Ruegenberg, Pfarrer
- Fritz Honsel (1888–1964), Industrieller
- Joseph Künsting, Pfarrer
- Ferdinand Gerwinn, Pfarrer
- Carl Veltins, Bierbrauer
- Ferdinand Flügge
- Ferdinand Reichsgraf von Spee (1909–1980), Ehrenbürger seit 28. Januar 1965
- Harduin Bießle OSB (1902–1985), Abt der Benediktinerabtei Königsmünster (1956–1976)
- Konrad Müller (1905–1992), Arzt, Ehrenbürger seit 4. Juli 1983
- Josef Busch (1905–1975), Kaufmann und Bürgermeister (1962–1969), Ehrenbürger seit 13. März 1975
- Hans Liese (1913–2005), Amts- und Stadtdirektor (1956–1976), Ehrenbürger seit 30. April 1981
- Franz Stahlmecke (1925–1997), Bürgermeister (1975–1997), Ehrenbürger seit 29. August 1998[2]

## Söhne und Töchter der Stadt

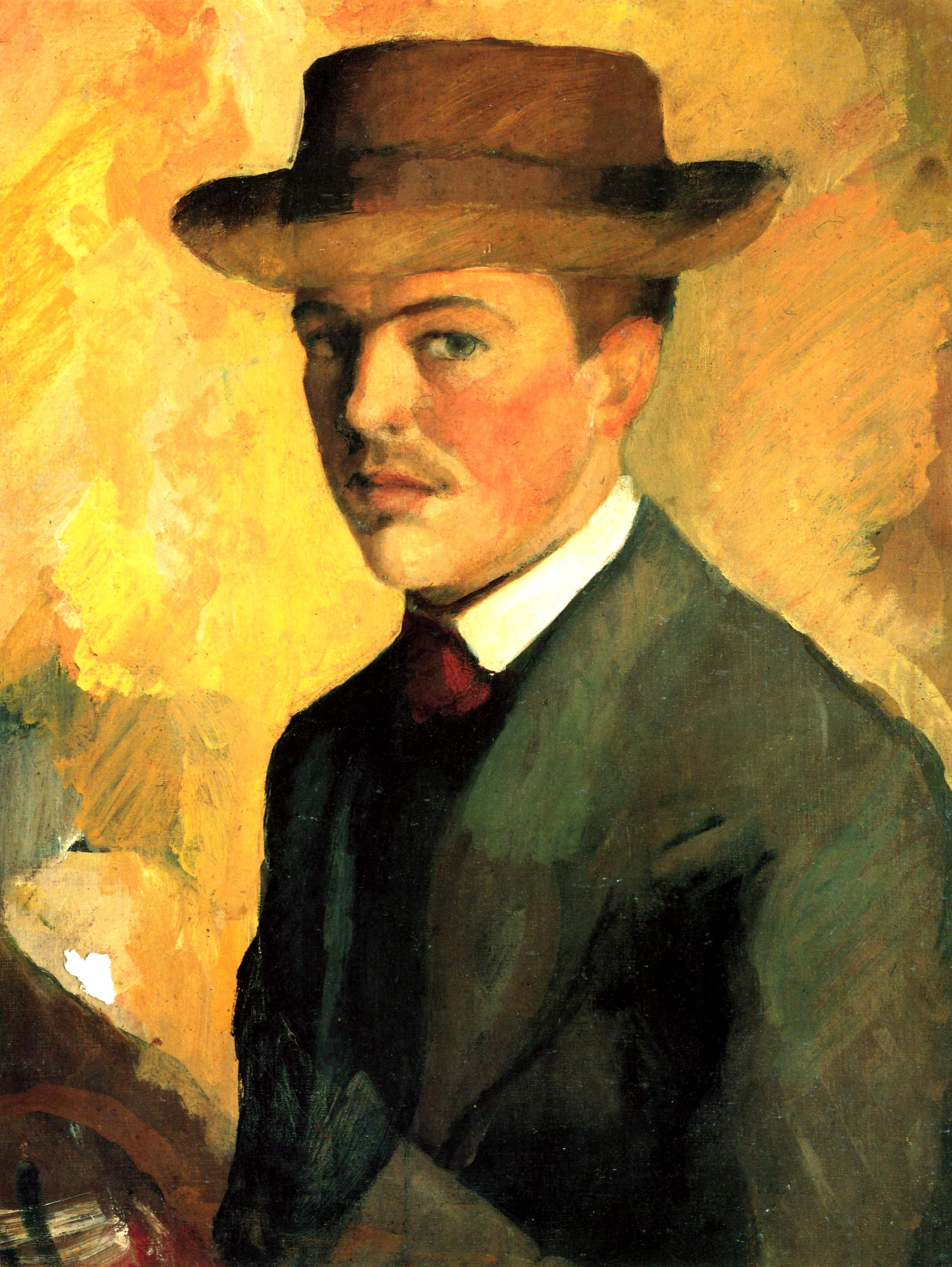
August Macke

- Julius Wilhelm Ruer (1784–1864), Psychiater und Leiter der Provinzialklinik Marsberg
- David Ruer (1802–1874), praktischer Arzt in Meschede
- August Anton Ernst Bender (1813–1891), Richter und preußischer Abgeordneter
- Joseph Bender (1815–1893), Pädagoge und Historiker
- Adolf von Pilgrim (1821–1909), Regierungspräsident in Minden und freikonservativer Politiker
- Hermann Ruer (1828–1890), praktischer Arzt in Meschede
- Karl von Kleinsorgen (1829–1889), Richter und Politiker
- Wilhelm von Bocholtz-Meschede (1833–1890), Rittergutsbesitzer, Politiker, Mitglied des Preußischen  Herrenhauses
- Peter Wiese (1840–1927), Heimatdichter
- Karl Lehr (1842–1919), Oberbürgermeister der Stadt Duisburg
- Wilhelm Barth (1856–1940), Buchhändler und Redakteur
- August Pieper (1866–1942), deutscher Theologe und Verbandsvorsitzender des „Volksvereins für das katholische Deutschland“
- August Macke (1887–1914), Maler
- Jost Hennecke (1873–1940), Autor[3]
- Hans Spanke (1884–1944), Romanist und Mediävist
- Josefa Berens-Totenohl (1891–1969), Schriftstellerin und Malerin
- Heinz Späing (1893–1946), Politiker (NSDAP) und Mitglied des Volksgerichtshofs
- Franz Hoffmeister (1898–1943), Student und Begründer des Sauerländer Heimatbundes
- Franz Quadflieg (1900–1957), deutscher Politiker (NSDAP)
- Josef August Senge (1906–1941), Fabrikarbeiter, der im Rahmen der „Aktion T4“ ermordet wurde
- Josef Schrudde (1920–2004), Kieferchirurg und plastischer Chirurg
- Josef Stoer (* 1934), Mathematiker, Hochschullehrer
- Wilhelm Bruners (* 1940), katholischer Theologe und Lyriker
- Ansgar Nierhoff (1941–2010), Edelstahlbildhauer
- Monika Estermann (* 1942), Germanistin
- Ulrich Busse (* 1943), Theologe
- Walter Hömberg (* 1944), Kommunikationswissenschaftler
- Martin Stankowski (* 1944), Publizist, Autor, Kabarettist
- Friedel Deventer (* 1947), Grafiker, Fotomontagekünstler, Maler und Objektkünstler
- Werner Pieper (* 1948), Autor und Verleger
- Reinhard Feldmann (* 1954), Bibliothekar und Autor
- Monika Brunert-Jetter (1955–2017), Politikerin (CDU)
- Bernd Bastert (* 1958), germanistischer Mediävist
- Ruth Düring (* 1958), Juristin
- Dagmar H. Mueller (* 1961), Autorin von Kinder- und Jugendliteratur
- Susanne Veltins (* 1960), deutsche Unternehmerin
- Klaus-Jürgen Wrede (* 1963), Autor des Spieles Carcassonne
- Armin Petras (* 1964), Theaterregisseur
- Bernd Stiegler (* 1964), Literaturwissenschaftler und Philosoph
- Anke Kemper (* 1968), Autorin, Verlegerin, Malerin
- Dirk Hofmann (* 1969), Fußballspieler und -trainer
- Marc Grewe (* 1970), Metalsänger
- Sonja Kling (* 1971), Kabarettistin, Schauspielerin und Autorin
- Christian M. Goldbeck (* 1974), Szenenbildner
- Matthias Kerkhoff (* 1979), Politiker (CDU), Mitglied des Landtags von Nordrhein-Westfalen
- Daniela Bette-Koch (* 1981), Schauspielerin und Synchronsprecherin
- Teresa Bücker (* 1984), Journalistin sowie Netz- und Frauenrechtsaktivistin
- Bernd Schulte (* 1985), Jurist, Politiker (CDU) und Staatssekretär
- Punch Arogunz (* 1991), Rapper
- Laura Hoffmann (* 1991), Fußballspielerin
- Luke Campbell (* 1994), deutsch-US-amerikanischer Leichtathlet
- Alexandra Föster (* 2002), Ruderin, Teilnehmerin der Olympischen Sommerspiele 2024

## Persönlichkeiten, die in der Stadt gewirkt haben

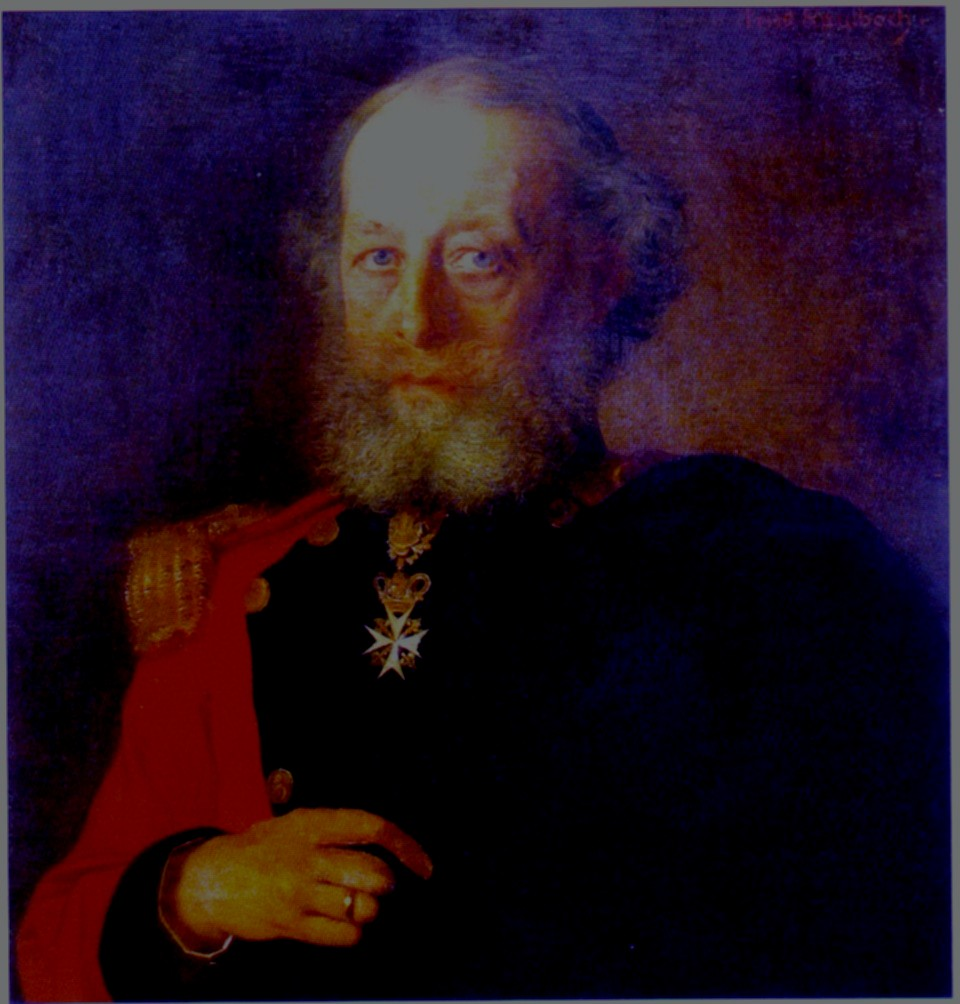
Clemens August von Westphalen zu Fürstenberg

- Heinrich Busemann, Freigraf von Eversberg um 1420
- Clemens August von Westphalen zu Fürstenberg (1805–1885) war ein Fideikommissherr und Politiker
- Fritz Honsel (1888–1964), Gründer der Firma Honsel-Werke AG
- Georg D. Heidingsfelder (1899–1967), Journalist und Buchautor
- Otto Entrup (1930–2012), Jurist und Politiker
- Inge Brück (* 1936), Sängerin, Schauspielerin und Autorin
- Rosemarie Veltins (1938–1994), Unternehmerin
- Heinz Josef Algermissen (* 1943), Bischof von Fulda, arbeitete als Kaplan und Studentenseelsorger in Meschede
- Dagmar Schmidt (1948–2005), Mitglied des Deutschen Bundestages von 1994 bis 2005
- Hubert Willi Klein (* 1949), deutscher Ingenieur und Hochschullehrer
- Matthias Ungemach (* 1968), Ruderer, Weltmeister im Deutschland-Achter sowie Vierer mit Steuermann und Teilnehmer der Olympischen Spiele 1992 und der Olympischen Spiele 1996